# Taiwan Open 1993
Il Taiwan Open 1993 è stato un torneo di tennis giocato sul cemento. È stata la 5ª edizione del torneo, che fa parte della categoria Tier IV nell'ambito del WTA Tour 1993. Si è giocato a Taipei in Taiwan, dal 4 al 10 ottobre 1993.

## Campionesse

### Singolare
Wang Shi-ting ha battuto in finale  Linda Harvey-Wild con il punteggio di 6–1, 7–6

### Doppio
Yayuk Basuki /  Nana Miyagi hanno battuto in finale  Jo-Anne Faull /  Kristine Radford con il punteggio di 6–4, 6–2